# Стефан Лазаревич
Стефан Лазаревич (серб. Стефан Лазаревић; 1372/77 — 19 липня 1427) — сербський правитель, васал Османської імперії і Угорського королівства, поєднував західну і візантійську культуру.
В 1421 Стефан приєднав до своєї держави Зету, а після війни з Венецією опанував частину верхньої Далмації і отримав доступ до моря (1423). Деспотовина охоплювала територію від Адріатичного моря до річок Сава, Дунай і Тімок, а на півдні — до кордону з Македонією. Похований в Ресавському монастирі.